# Witold Spodenkiewicz
Witold Spodenkiewicz (ur. 22 kwietnia 1912 w Poddębicach, zm. 12 kwietnia 1997 w Łodzi) – polski bokser, reprezentant Polski.
W 1937 roku, wystąpił jeden raz w reprezentacji Polski, remisując swoją walkę z reprezentantem Austrii Mathasem.
Był wychowankiem i zawodnikiem klubu IKP Łódź.